# Ушкатты (река)
Ушкатты́ или Ушкота — река в Оренбургской области России. Правая составляющая реки Камсак. Длина реки составляет 36 км. Этимология топонима неясна.
Устье Ушкатты находится на высоте 256 м над уровнем моря в посёлке Домбаровский.

## Данные водного реестра
По данным государственного водного реестра России относится к Уральскому бассейновому округу, водохозяйственный участок реки — Урал от Ириклинского гидроузла до города Орск. Речной бассейн реки — Урал (российская часть бассейна).
Код объекта в государственном водном реестре — 12010000412112200003833.